# Campeonato Nórdico de Futebol
O Campeonato Nórdico de Futebol (em dinamarquês:  Nordisk Mesterskab, em norueguês:  Nordisk Mesterskap, em sueco:  Nordiska Mästerskapet) foi uma competição de futebol disputado entre os países nórdicos: Dinamarca, Finlândia, Islândia, Noruega, Suécia, e Ilhas Faroé.

## Participantes

Localização dos países nórdicos.

- Dinamarca
- Finlândia
- Ilhas Faroé
- Islândia
- Noruega
- Suécia

## Resultados
| Ano              | Troféu          |           | Campeão   | Vice      | Terceiro  | Quarto |
| 1924–28 detalhes | Jubilæumspokal  | Dinamarca | Suécia    | Noruega   |           |        |
| 1929–32 detalhes | Guldkrus        | Noruega   | Suécia    | Dinamarca | Finlândia |        |
| 1933–36 detalhes | Nordiske Pokal  | Suécia    | Dinamarca | Noruega   | Finlândia |        |
| 1937–47 detalhes | Suomen Karhut   | Suécia    | Dinamarca | Noruega   | Finlândia |        |
| 1948–51 detalhes | DBU's Vase      | Suécia    | Dinamarca | Noruega   | Finlândia |        |
| 1952–55 detalhes | SvFF:s pokal    | Suécia    | Noruega   | Dinamarca | Finlândia |        |
| 1956–59 detalhes | Eventyr og Lek  | Suécia    | Noruega   | Dinamarca | Finlândia |        |
| 1960–63 detalhes | SPL's Pokal     | Suécia    | Dinamarca | Noruega   | Finlândia |        |
| 1964–67 detalhes | Fodboldspillere | Suécia    | Dinamarca | Finlândia | Noruega   |        |
| 1968–71 detalhes | SvFF:s pokal    | Suécia    | Dinamarca | Noruega   | Finlândia |        |
| 1972–77 detalhes | —               | Suécia    | Dinamarca | Noruega   | Finlândia |        |
| 1978–80 detalhes | —               | Dinamarca | Suécia    | Noruega   | Finlândia |        |
| 1981–83 detalhes | —               | Dinamarca | Suécia    | Noruega   | Finlândia |        |
| 2000–01 detalhes | —               | Finlândia | Islândia  | Dinamarca | Noruega   |        |